# Noël Vantyghem
Noel Vantyghem (Ypresse, 9 ottobre 1947 – La Panne, 10 giugno 1994) è stato un ciclista su strada e dirigente sportivo belga, professionista dal 1969 al 1975, fu vincitore della Parigi-Tours del 1972.

## Carriera
Vincitore di diverse corse di un giorno minori, la sua più grande vittoria fu la Parigi-Tour del 1972. Alcuni anni dopo, pronunciò la celebre frase: "Insieme a Eddy Merckx, ho vinto tutte le gare classiche che potevano essere vinte. Io ho vinto la Parigi-Tours, lui il resto".

## Dopo il ritiro
Nel 1991 divenne dirigente della squadra Telekom, carica che ricoprì fino alla sua morte, avvenuta nel 1994 a causa di un infarto.

## Palmarès

### Strada
- 1969

Circuit du Sud-Ouest
Circuit du Houtland-Torhout
Gullegem Koerse
- 1972

Coppa Sels
Parigi-Tours
Circuito delle frontiere
Grand Prix Raf Jonckheere
- 1973

Nokere Koerse

## Piazzamenti

### Grandi giri
- Giro d'Italia

1971: ritirato
- Tour de France

1972: ritirato
1973: ritirato
- Vuelta a España

1969: ritirato

### Classiche monumento
- Milano-Sanremo

1974: ritirato
- Giro delle Fiandre

1972: 23º
1973: 28º
- Parigi-Roubaix

1974: 36º
1975: ritirato